# Кречба – Хассі-Р'Мель
Кречба – Хассі-Р'Мель – газопровід, призначений для видачі продукції родовищ проекту Ін-Салах. Також відомий як GR3.
В 2004 році в межах проекту Ін-Салах почала роботу установка підготовки Кречба, яка випускає доведний до специфікацій товарний газ. Далі він транспортується по трубопроводу довжиною 456 км та діаметром 1200 мм, що прямує до головного газотранспортного хабу країни на Хассі-Р'Мель.
З Хассі-Р'Мель можлива видача блакитного палива по системам Хассі-Р'Мель – Уед-Саф-Саф, Хассі-Р'Мель – Скікда, Хассі-Р'Мель – Кудіет-Еддрауш, Хассі-Р'Мель – Бордж-Менаель, Хассі-Р'Мель – Арзу, MEDGAZ, Хассі-Р'Мель – Ель-Аріха.